# Ye Mingchen
Ye Mingchen (21 de diciembre de 1807 - 9 de abril de 1859) fue un alto funcionario chino durante la dinastía Qing. Ye es conocido por su resistencia a la influencia británica en Cantón (Guangzhou) tras la primera guerra del Opio, y por el papel que jugó en el incidente del Arrow que dio inicio de la segunda guerra del Opio en 1856. Durante la contienda Ye fue capturado por los británicos, enviado a la India como prisionero de guerra, donde falleció. 

## Carrera temprana
Ye procedía de una familia de mandarines de la provincia de Hubei, hijo de Ye Zhishen (葉志詵), un reputado erudito y anticuario. Obtuvo el grado de juren (舉人) en 1835, y el de jinshi (進士), grado más alto en los exámenes imperiales, en 1837, tras lo cual ocupó brevemente el puesto de compilador en la escuela de élite imperial, la Academia Hanlin (翰林院). En 1838, Ye recibió su primer nombramiento oficial como prefecto de Xing'an, en la provincia de Shaanxi, y posteriormente ascendió rápidamente en el escalafón de la administración Qing. En los años siguientes sirvió como intendente de circuito de Yanping en la provincia de Shanxi, inspector de sal en Jiangxi, comisionado de vigilancia en Yunnan y comisionado financiero en Hunan, más tarde en Gansu y finalmente en la provincia de Guangdong, de la que se convirtió en gobernador en 1848, justo cuando estallaba la Rebelión Taiping.
Hacia 1850, Ye Mingchen y su padre establecieron una asociación en los suburbios occidentales de Cantón para rendir culto a Lü Dongbin, uno de los Ocho Inmortales taoístas, conocido por ayudar a la gente común, y para proporcionar recetas médicas. Se dice que Ye dirigía las tropas en la batalla basándose en las comunicaciones con Lü. Algunos comentaristas argumentan que sus inadecuados preparativos durante la segunda guerra del Opio, su excesiva confianza y la facilidad con la que los británicos lo capturaron se debieron en parte a sus creencias en el ocultismo taoísta y la adivinación oracular.

## Conflictos internos y externos
Como gobernador de Guangdong, Ye se enfrentó a crisis internas y externas. Los comerciantes británicos afirmaban que el derecho a residir en la ciudad de Guangzhou propiamente dicha estaba garantizado por el Tratado de Nankín. De hecho, el tratado tenía una redacción diferente en sus versiones inglesa y china, ya que esta última sólo permitía a los extranjeros residir temporalmente en los puertos recién abiertos por el tratado. Ye se mantuvo firme y rechazó las exigencias británicas.

#### Incidente delArrow
Como recompensa por su ostensible éxito en mantener a los británicos fuera de Guangzhou, en 1852 fue ascendido a Virrey de Liangguang, así como a comisario imperial, lo que lo convirtió de facto en el funcionario chino de mayor rango en las relaciones con Occidente. Ye Mingchen se opuso firmemente a ceder a las exigencias británicas, pero no fue capaz de resistir militarmente a los británicos. El conflicto con el Imperio Británico llegó a su punto álgido en 1856, cuando Ye se apoderó de un barco pirata de propiedad china y tripulado por chinos, el lorcha Arrow, del que se dijo estaba registrado en Hong Kong y del que también afirmaba, a pesar de que numerosos testigos afirmaban lo contrario, de que enarbolaba una bandera británica en el momento en que el barco fue apresado. La atención de Ye estaba por aquel entonces centrado en la represión de la Revuelta de los turbantes rojos (1854-1856), y había ejecutado a decenas de miles de rebeldes, con algunas estimaciones que llegaban al millón. Su preocupación por la posible presencia de navíos rebeldes y piratas era comprensible. Sin embargo, el cónsul británico Harry Parkes se apresuró a rescatar a la tripulación y envió una nota a Ye exigiendo una compensación por el embargo (más tarde se supo que Parkes era consciente de que la matrícula del barco había caducado). Parkes y John Bowring estaban decididos a que este incidente proporcionara a los imperios coloniales británico y francés una excusa para convocar a sus flotas, dando comienzo a la segunda guerra del Opio.
En octubre de 1856, los buques de guerra británicos bloquearon el Boca Tigris, acceso fluvial a Cantón. Esto causó el estallido de diversas revueltas en la ciudad de Cantón, en la que se quemaron numerosos almacenes y propiedades extranjeras mientras Ye era incapaz de mantener el orden. Ante las noticias que llegaban de Cantón, los británicos abrieron fuego sobre Cantón, apuntando a la residencia de Ye, pero en diciembre de 1856 éste seguía negándose a ceder a las demandas británicas y francesas de negociaciones directas y de compensación por las propiedades extranjeras que habían sido quemadas por las turbas. Mientras tanto, el primer ministro británico, Lord Palmerston, denunció a Ye en el Parlamento Británico como un "monstruo inhumano", y lo responsabilizó de la ejecución de 70.000 chinos, al tiempo que pedía permiso en el parlamento para declarar la guerra a China. El líder de la oposición, Richard Cobden, sin embargo, defendió a Ye, elogiando su "tono suave y conciliador" incluso después de los ataques británicos a su casa. El gobierno fue derrotado.

#### Caída de Cantón y captura

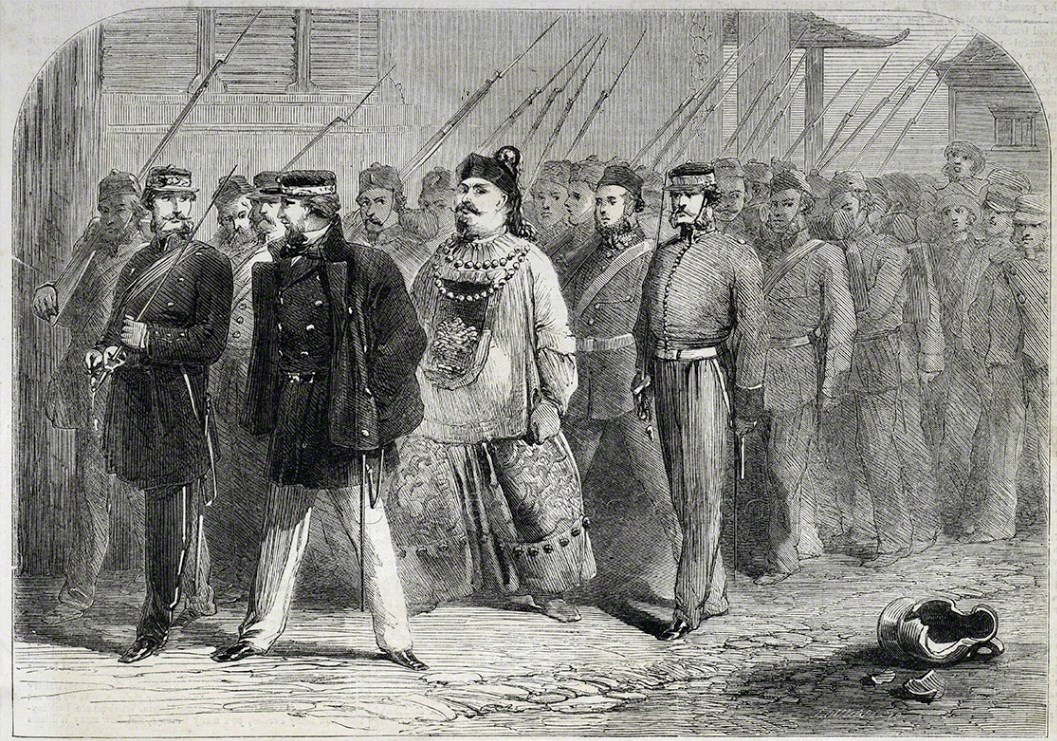
Ye es capturado por los ejércitos británicos y enviado a un buque de guerra

Los acontecimientos en Cantón se desarrollaron al margen del debate en Londres. A finales de diciembre de 1858, los bombardeos aliados incendiaron Cantón. Ye, que estaba en medio de la represión de la rebelión de los turbantes rojos en Guangxi, no se atrevió a traer tropas para defender Cantón, y la ciudad cayó rápidamente a los británicos. Harry Parkes decidió dar caza a Ye por las calles de Cantón. George Cooke, corresponsal del diario The Times en Hong Kong, informó de que Parkes parecía sentir especial placer en humillar a Ye. "Ye era mi presa", dijo Parkes. Tras buscarlo por todo Cantón, Parkes finalmente encontró lo que denominó "un hombre muy gordo que intentaba saltar el muro trasero del yamen". Parkes apresó a Ye Mingchen, al que trató con inusitada crueldad. Violando todo procedimiento diplomático, los británicos lo llevaron como prisionero de guerra a Fort William, Calcuta, en la India británica. Lo trataron en todo momento como un prisionero, denegándole el acceso a abogados, intérpretes, médicos, o cualquier "lujo." Cautivo en Calcuta, Ye murió en Tolly Gunge, a las afueras de Calcuta un año después, en 1859, según se dijo de inanición.
El trato a Ye y las circunstancias de su fallecimiento causaron estupor entre los chinos y un gran escándalo entre las potencias occidentales, pues ningún alto funcionario occidental de rango similar hubiera sido tratado de la forma en la que los británicos trataron a Ye. Ante las protestas tanto de chinos como de otros países occidentales, los restos de Ye fueron devueltos más tarde (13 de mayo de 1859) para su inhumación en Cantón, remolcados por un barco fletado por el gobierno estadounidense, el Hong Kong.

## Legado
Se dice que la comunidad cantonesa respetaba a Ye Mingchen por su intransigencia con los británicos, pero también ridiculizaba su incapacidad para resistirlos en el campo de batalla. En Cantón se le conocía como el "Seis Noes": "no quiso luchar; no quiso hacer la paz; no quiso tomar medidas de defensa; no quiso morir; no quiso rendirse; y no quiso huir". (不戰、不和、不守、不死、不降、不走 buzhan, buhe, bushou, busi, buxiang, buzou)
Ye se ganó brevemente el favor del emperador Xianfeng, pero su política cayó en desgracia cuando estallaron las hostilidades. La opinión pública británica contemporánea consideraba al "Comisario Yeh" como la encarnación de la xenofobia china y era frecuentemente caricaturizado en los medios de comunicación británicos. Pero su imagen en Occidente no fue unánimemente negativa. Por ejemplo, el escritor alemán Theodor Fontane, que se enteró de la existencia de Ye mientras trabajaba en Londres a finales de la década de 1850, se sintió conmovido por el destino de Ye y posteriormente publicó un ensayo sobre el funcionario.
La historiografía oficial china culpó durante mucho tiempo a Ye de haber precipitado la segunda guerra del Opio, pero ahora es frecuentemente aclamado como uno de los primeros patriotas chinos y se ha erigido un monumento en su memoria en Guangzhou.

## Iconografía
Un boceto de Ye capturado y conservado a bordo del HMS Inflexible fue realizado para representarlo como un monstruo horrible. Se difundió ampliamente como propaganda británica para justificar la segunda guerra del Opio.